# Јеракару
Јеракару (грч. Γερακαρού) је насељено место у општини Лагадина у периферији Средишња Македонија, Грчка. Према попису из 2021. године било је 1.080 становника.
Према бугарском географу и историчару, Василу Канчову, у Јеракарима је 1900. године живело 150 Грка и 20 Турака. Године 1924. турско становништво је исељено у Турску а на њихово место су насељене грчке избегличке породице. На попису из 1951. године Јеракару је имао 1.564 становника. Село се раније звало Доганџи.